# Янбулатов, Рахматулла Абдюшевич
Рахматулла Абдюшевич Янбулатов (тат. Рәхмәтуллаһ Абдюш улы Янбулатов; 1750 — 1831) — секунд-майор, мурза из рода татарских князей Янбулатовых, крупный землевладелец — помещик. Участник русско-турецкой войны 1787—1791 гг. Был награждён чинами.

## Биография
Родился вероятнее всего в Казанском уезде Казанской губернии примерно в 1750 году в семье татарского князя Абдюша Гумеровича Янбулатова. В 1762 году вместе с родственниками переезжает в Сеитов Посад, что находится под Оренбургом. С 1774 по 1797 гг. на военной службе. После выхода в отставку вместе со своим братом основал на речке Кокшанке сельцо Кокшан (ныне деревня Татарский Кокшан Менделеевского района). Умер вероятнее всего в своем поместье до 1831 года.

## Военная карьера
6 января 1774 года зачислен в Оренбургское войско, где 15 сентября того же года произведен в сотники. Из других документов явствует, что он поступил на воинскую службу в 1785 году. Разночтение можно объяснить его переходом из казачества в регулярную армию. Дело в том, что в 1788 году ему присваивается уже не казачье, а армейское звание — поручик. И действительно из документов видно, что в этот период он, вероятнее всего, служил в Черниговском карабинерном полку (в этом же полку числился и его родной брат — поручик Губейдулла-мурза князь Янбулатов).
Был в походах и в действительных сражениях: в 1788 году — в Турции при взятии Очакова, 13 сентября 1789 года — при разбитии неприятеля при местечке Мачине, 18-го — под Бендерами, 23-го — при взятии крепости Паланки, 25-го — под Белгородом, «в штрафах не бывал, к повышению аттестовался достойным».
В течение 1788 года князь Янбулатов дослужился до штаб-офицерского чина: 12 августа он становится поручиком, 11 ноября — капитаном, 6 декабря «награждён чином майора». Судя по всему последнее награждение связно в взятием Очакова, которое произошло 6 декабря 1788 года. Стремительный взлет можно объяснить тем, что за ратные подвиги в XVIII веке, вместо орденов, зачастую присваивали очередные воинские звания, в одном из документов так и сказано «награждаем был чинами». В 1796 году переводится в Стародубовский кирасирский полк. 18 сентября 1797 года из Государственной военной коллегии вышел указ об отставке секунд-майора Стародубовского кирасирского полка Рахматуллы князя Янбулатова. В соответствии с Высочайшим приказом от 14 сентября, участник русско-турецкой войны, 45-летний татарский мурза был отставлен по своему прошению от воинской службы и отправлен «на собственное пропитание» с правом ношения мундира.